# Herb powiatu wieruszowskiego
Herb powiatu wieruszowskiego – jeden z symboli powiatu wieruszowskiego, ustanowiony 27 lutego 2004.

## Wygląd i symbolika
Herb przedstawia na tarczy późnogotyckiej, dzielonej w pas srebrną linią koloru czerwonego, w górnym polu czarną głowę kozła ze złotą obwódką, skierowaną w prawo. Pas nawiązuje do rzeki Prosny, natomiast głowa kozła nawiązuje do rodu Wieruszów.